# Franz Hochegger
Franz Hochegger (* 4. Oktober 1815 in Innsbruck; † 26. September 1875 in Hall in Tirol) war ein österreichischer Pädagoge.
Franz Hochegger studierte in Innsbruck, habilitierte sich 1851 als Privatdozent an der Universität Wien und war nacheinander Professor am Theresianum in Wien, Professor der Philologie in Pavia und seit 1859 in Prag, wo er in der Broschüre Österreichs Gymnasien und die Jesuiten den Kampf gegen die klerikalen Lehranstalten aufnahm.
Von da nach Wien zur Leitung des akademischen Gymnasiums berufen, trat er namentlich in der von ihm und Hermann Bonitz geleiteten Zeitschrift für österreichische Gymnasien mit Wärme für eine zeitgemäße Umgestaltung der Gymnasien in die Schranken.
Mit Adolf Beer gab er heraus:  Die Fortschritte des Unterrichtswesens in den Kulturstaaten Europas (Wien 1867–68, 2 Bde.). Von seinen früheren dichterischen Arbeiten ist ein Schauspiel:  Suleika (Wien 1845), hervorzuheben; ein im spanischen Geschmack geschriebenes Lustspiel:  Für seine Dame selbst das Leben blieb ungedruckt. Er starb am 26. September 1875 in der Irrenanstalt zu Hall (Tirol).